# Tikaodacris elegantula
Tikaodacris elegantula är en insektsart som beskrevs av Marius Descamps 1978. Tikaodacris elegantula ingår i släktet Tikaodacris och familjen Romaleidae. Inga underarter finns listade i Catalogue of Life.